# Tachina zaqu
Tachina zaqu là một loài ruồi trong họ Tachinidae.